# Deborah Foreman
Deborah Lynn Foreman (* 12. Oktober 1962 in Montebello, Kalifornien) ist eine US-amerikanische Schauspielerin und Model. Große Bekanntheit erlangte sie in der Rolle der Julie Richman im Kinofilm Valley Girl von 1983, in dem sie neben Nicolas Cage auftrat.

## Kindheit und Jugend
Foreman wurde in Kalifornien geboren. Ihre Eltern sind Lynette und Clyde Foreman, ein Pilot bei der Marine. Sie wuchs in Arizona und Texas auf. Im Alter von dreizehn Jahren schrieben sie ihre Eltern an der Barbizon School of Modeling in Houston ein, wo sie ihre Schüchternheit ablegen sollte. Sie schloss sie mit Auszeichnung ab. In der Sekundarschule hatte Foreman Spitzennoten erhalten und war auch als Cheerleaderin tätig. Noch während ihrer Schulzeit heuerte sie der örtliche Fotograf Wally Lewis für Werbungen in Zeitungen und Katalogen an. Zu dieser Zeit traf sie einen Agenten von Wilhelmina Models. Dort unterzeichnete sie einen Vertrag mit deren Büro in Kalifornien und modelte für den Kosmetikartikelhersteller Maybelline.

## Karriere
Nachdem Foreman in Werbespots unter anderem für McDonald’s aufgetreten war, nahm sie bei mehreren Lehrern Schauspielunterricht. In der Pilotfolge für die Sitcom The Grady Nut Show hatte sie ihren ersten TV-Auftritt, dem einige weitere folgten. Nachdem sie 1983 in der beliebten Sitcom Familienbande aufgetreten war, bekam sie ihre erste Hauptrolle in dem Spielfilm Valley Girl an der Seite des damals noch kaum bekannten Nicholas Cage. Mark Deming von der Zeitschrift All Movie Guide schrieb, dass sie in ihrer Rolle als Julie einen bleibenden Eindruck bei den Fans der Popkultur der 80er-Jahre hinterlassen habe. 1985 war Foreman in einer Nebenrolle in Was für ein Genie zu sehen. 1986 wurde sie auf der ShoWest, einer der seinerzeit größten regelmäßigen Veranstaltungen der Filmbranche, zum „vielversprechendsten Newcomer“ gekürt. Im selben Jahr übernahm sie die Hauptrolle in der Komödie My Chauffeur – Mit Vollgas ins Ehebett, sowie eine Doppelrolle in der schwarzen Komödie „1. April“, die jedoch bei Kritik und Publikum nicht sonderlich gut ankam. In den darauffolgenden Jahren beschränkte sich Foremans Karriere überwiegend auf Rollen in Low-Budget-Horrorfilmen und Fernsehfilmen.
2011 hatte Foreman einen kurzen Auftritt in einem Musikvideo der Band She Wants Revenge.

## Filmografie (Auswahl)
- 1979: David: Off and On (Dokumentation)
- 1981: The Grady Nutt Show (Fernsehfilm)
- 1982: Die Jagd nach dem Leben (I’m Dancing as Fast as I Can)
- 1982: Unter den Augen der Justiz (In the Custody of Strangers, Fernsehfilm)
- 1982: T. J. Hooker (Fernsehserie, 2 Episoden)
- 1983: Nur wer die Liebe kennt (Romance Theatre, Fernsehserie, 5 Episoden)
- 1983: Familienbande (Family Ties, Fernsehserie, Episode 1x21)
- 1983: Valley Girl
- 1984: Hot Pursuit (Fernsehserie, 2 Episoden)
- 1985: Was für ein Genie (Real Genius)
- 1986: My Chauffeur – Mit Vollgas ins Ehebett (My Chauffeur)
- 1986: 3:15 – Die Stunde der Cobras (3:15)
- 1986: Die Horror-Party (April Fool’s Day)
- 1986: Maggie (Fernsehfilm)
- 1986: Charlie Barnett’s Terms of Enrollment
- 1988: Schatten des Todes (Destroyer)
- 1988: Reise zurück in der Zeit (Waxwork)
- 1989: Die Experten (The Experts)
- 1989: Lobster Mann vom Mars (Lobster Man from Mars)
- 1989: Sundown – Rückzug der Vampire (Sundown: The Vampire in Retreat)
- 1989: Crazy Horse (Friends, Lovers, & Lunatics)
- 1991: MacGyver (Fernsehserie, Episode 6x14)
- 1991: Lunatics – Duell der Alpträume (Lunatics: A Love Story)
- 1995: Der Marshal (Fernsehserie, Episode 2x04)
- 2008: Beautiful Loser
- 2020: Grizzly II: Revenge (Grizzly II: The Predator)
- 2020: Valley Girl